# Werner Max Moser

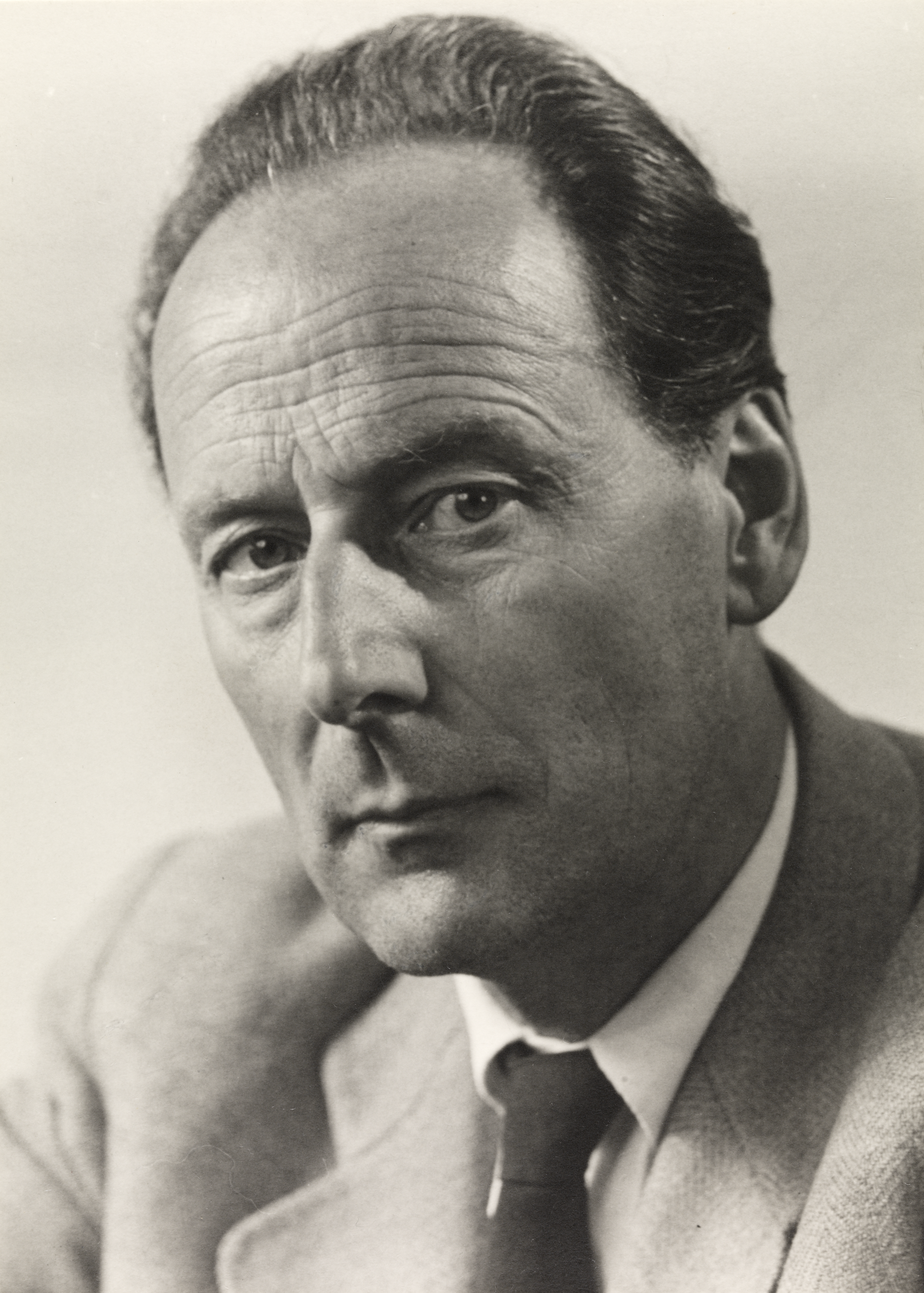
Werner Max Moser (1949)

Werner Max Moser (* 16. Juli 1896 in Karlsruhe; † 19. August 1970 in Zürich) war ein Schweizer Architekt und Professor an der ETH Zürich. Bekannt wurde er durch diverse Kirchenbauten und das Hochhaus zur Palme in Zürich.

## Leben
Werner Max begann seine berufliche Laufbahn 1916, als er das Architekturstudium bei seinem Vater Karl Moser an der ETHZ aufnahm. 1921 schloss er mit dem Diplom ab. 1921/1922 folgte ein Praktikum im Büro von Grandpré Molière in Rotterdam.
Die anschliessenden zwei Jahre im Büro von Frank Lloyd Wright in den USA prägten den künstlerischen Sinn und die Liebe zum Hochhaus. 1926 kehrte er in die Schweiz zurück, wo er später im Büro seines Vaters erste Möbel entwarf. 1927 wurde Mitglied der Schweizer Kollektivgruppe, die die Einrichtung einiger Appartements in Ludwig Mies van der Rohes Weissenhof-Block übernahm.
Ab 1928 war Werner Max Moser freischaffender Architekt in Zürich. In dieser Zeit entwarf er Mobiliar und gehörte zu den Gründern der 1931 in Zürich eröffneten Wohnbedarf AG. Ab 1937 schloss sich Moser mit seinen Kollegen Max Ernst Haefeli und Rudolf Steiger zur Bürogemeinschaft Haefeli Moser Steiger HMS zusammen. Die drei lernten sich während des Studiums bei Karl Moser kennen. 1958 wurde er als ordentlicher Professor an die Architekturabteilung der ETH Zürich gerufen. Im selben Jahr erfolgte die Ernennung zum Doktor honoris causa der Technischen Hochschule Stuttgart. Moser blieb fünf Jahre an der ETH. In dieser Zeit entstand das Hochhaus zur Palme in Zürich, eines der Hauptwerke Mosers.

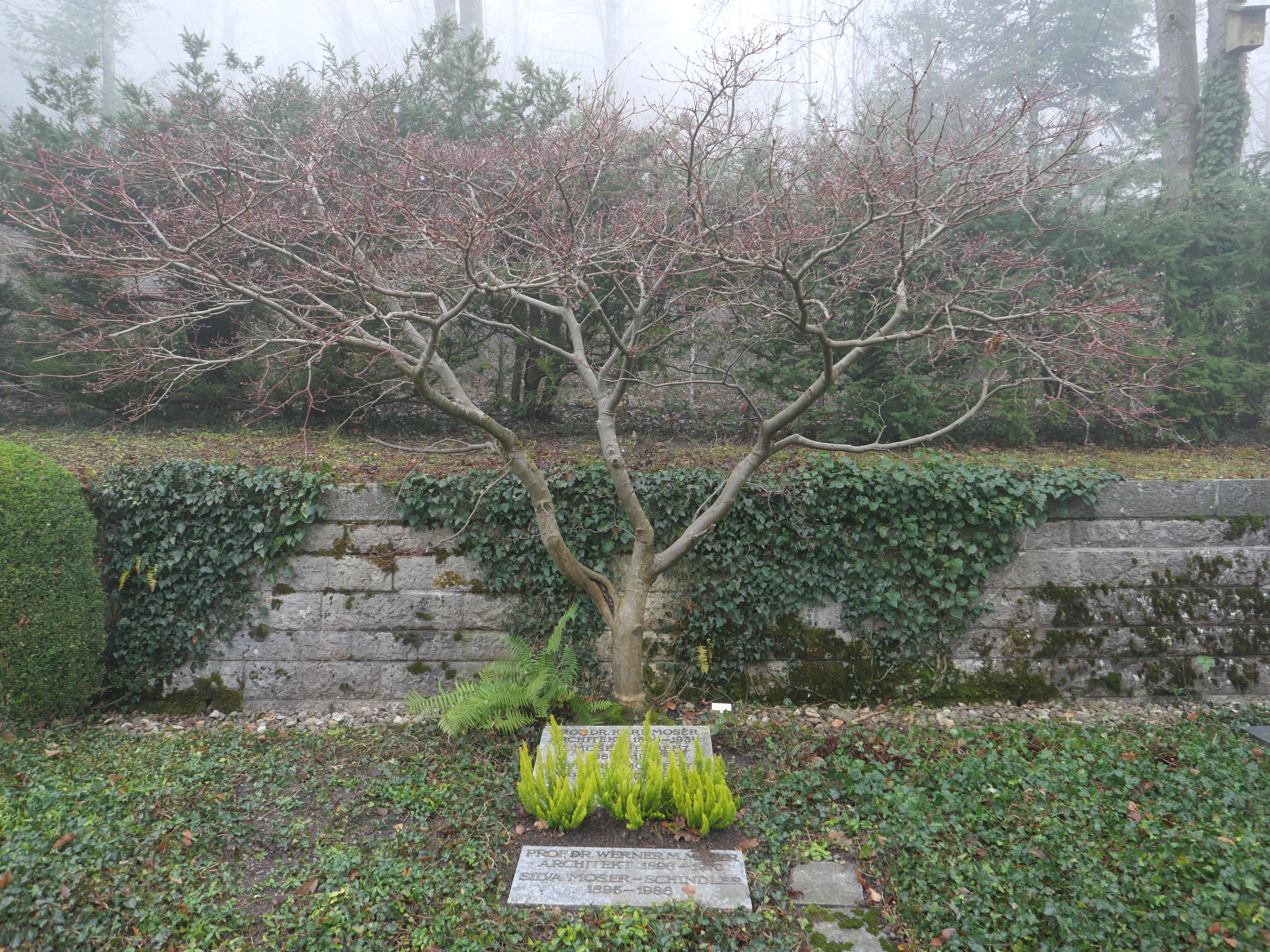
Das Familiengrab im Jahr 2023

Seine letzte Ruhestätte hat Moser auf dem Friedhof Fluntern gefunden. In dem Grab sind auch sein Vater, seine Mutter Euphemie, geb. Lorenz (1866–1947), seine Frau Silva, geb. Schindler (1895–1986), sowie Doris Moser (1908–1973) und Herta Moser (1901–1982) bestattet.

## Werke
- 1928–1930: Henry und Emma Budge Altersheim, zusammen mit Mart Stam und Ferdinand Kramer, in Frankfurt
- 1935/36: Haus von Sury in Riehen, zusammen mit Rudolf Steiger (2005 abgebrochen).[1]
- 1936–1942: Kirche Altstetten
- 1950: Campus des Indian Institute of Technology Kharagpur

### Architekturbüro Haefeli Moser Steiger HMS
- 1936–1939: Kongresshaus Zürich
- 1941–1953: Universitätsspital Zürich, früher Kantonsspital Zürich
- 1954–1955: Verwaltungsgebäude Eternit AG, Niederurnen
- 1959–1964: Kornfeldkirche in Riehen
- 1964: Hochhaus zur Palme, Zürich
- 1966–1968: Bally-Capitol, Zürich

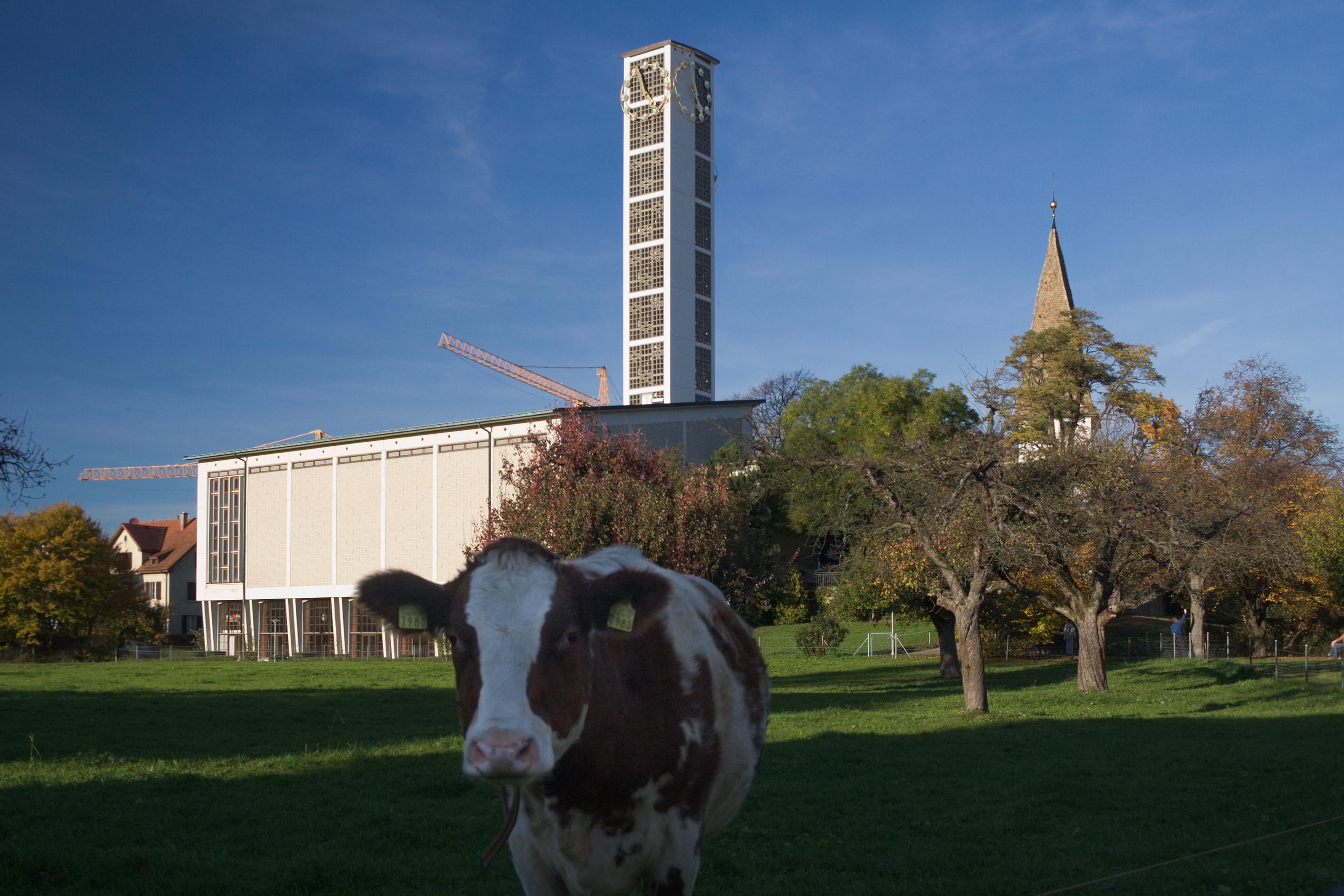
Kirche Altstetten
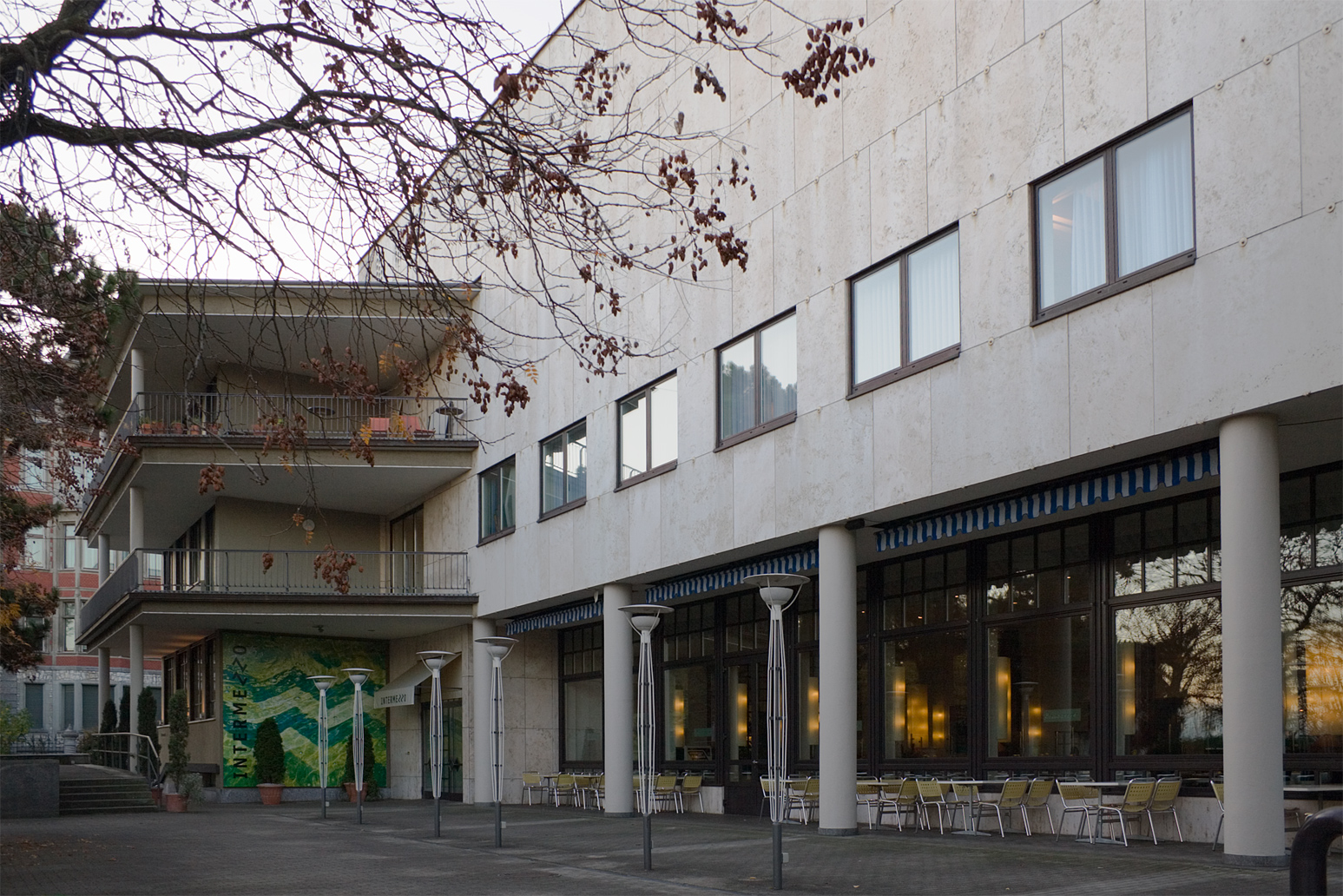
Kongresshaus Zürich
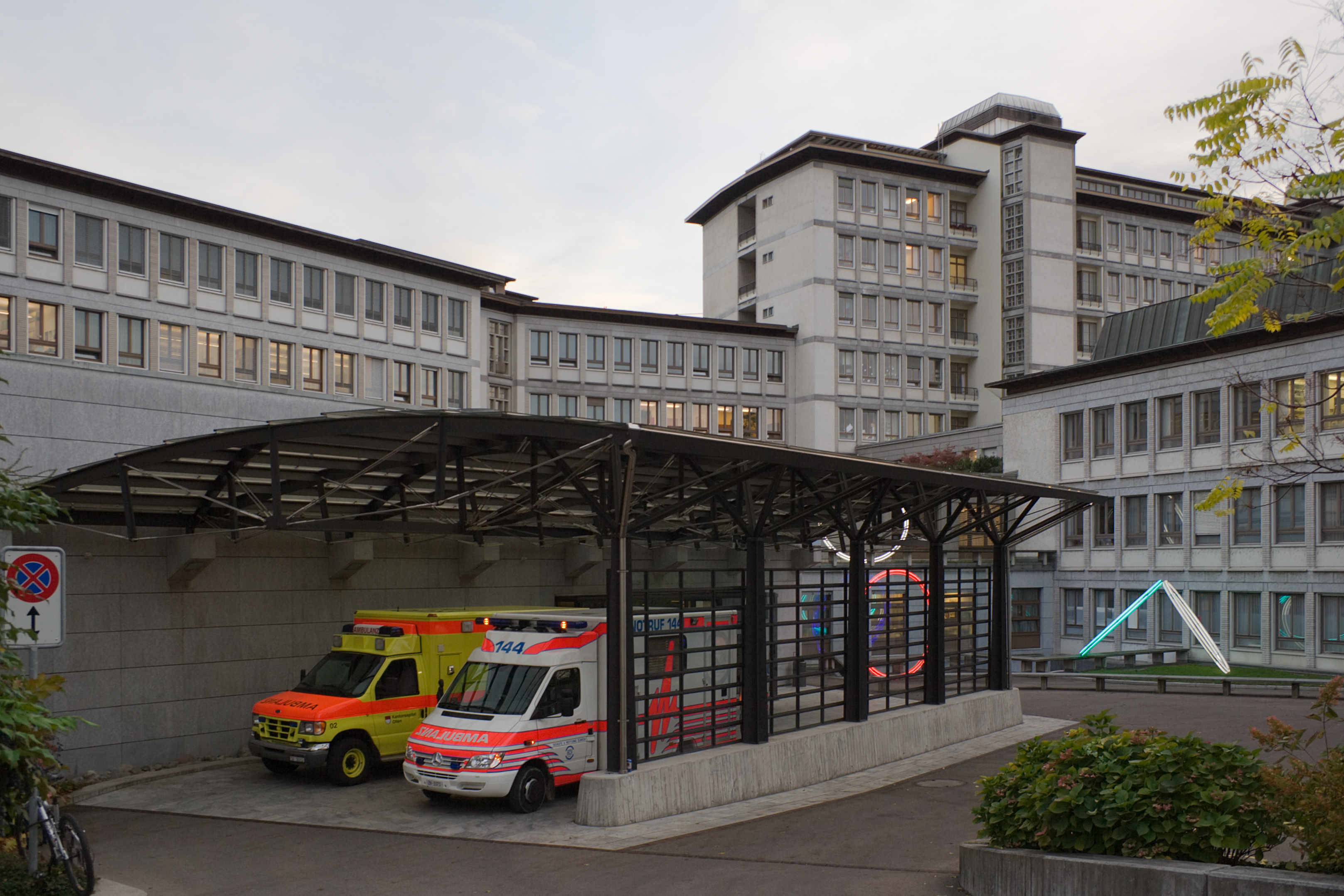
Universitätsspital Zürich, vormals Kantonsspital
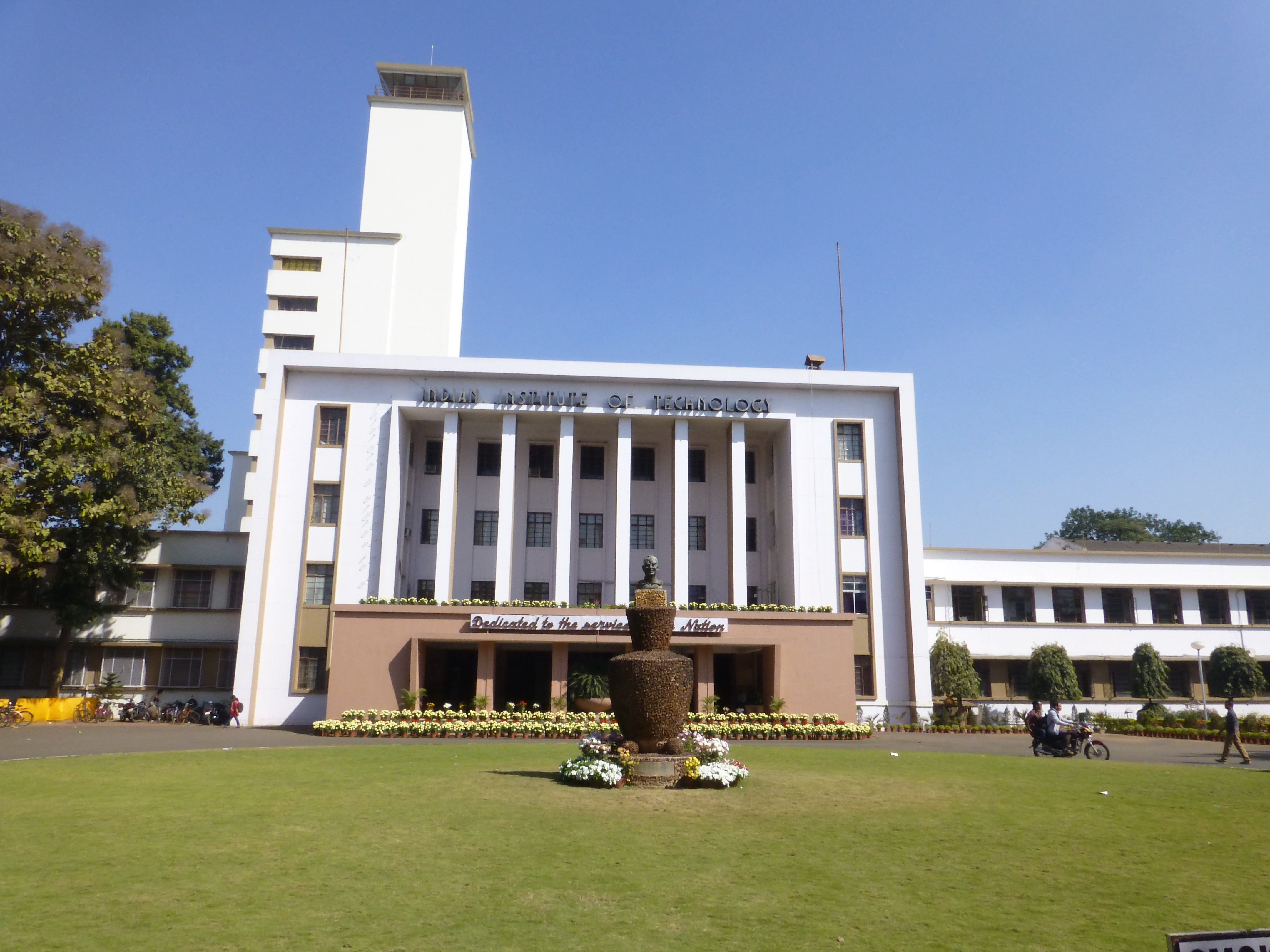
Indian Institute of Technology Kharagpur
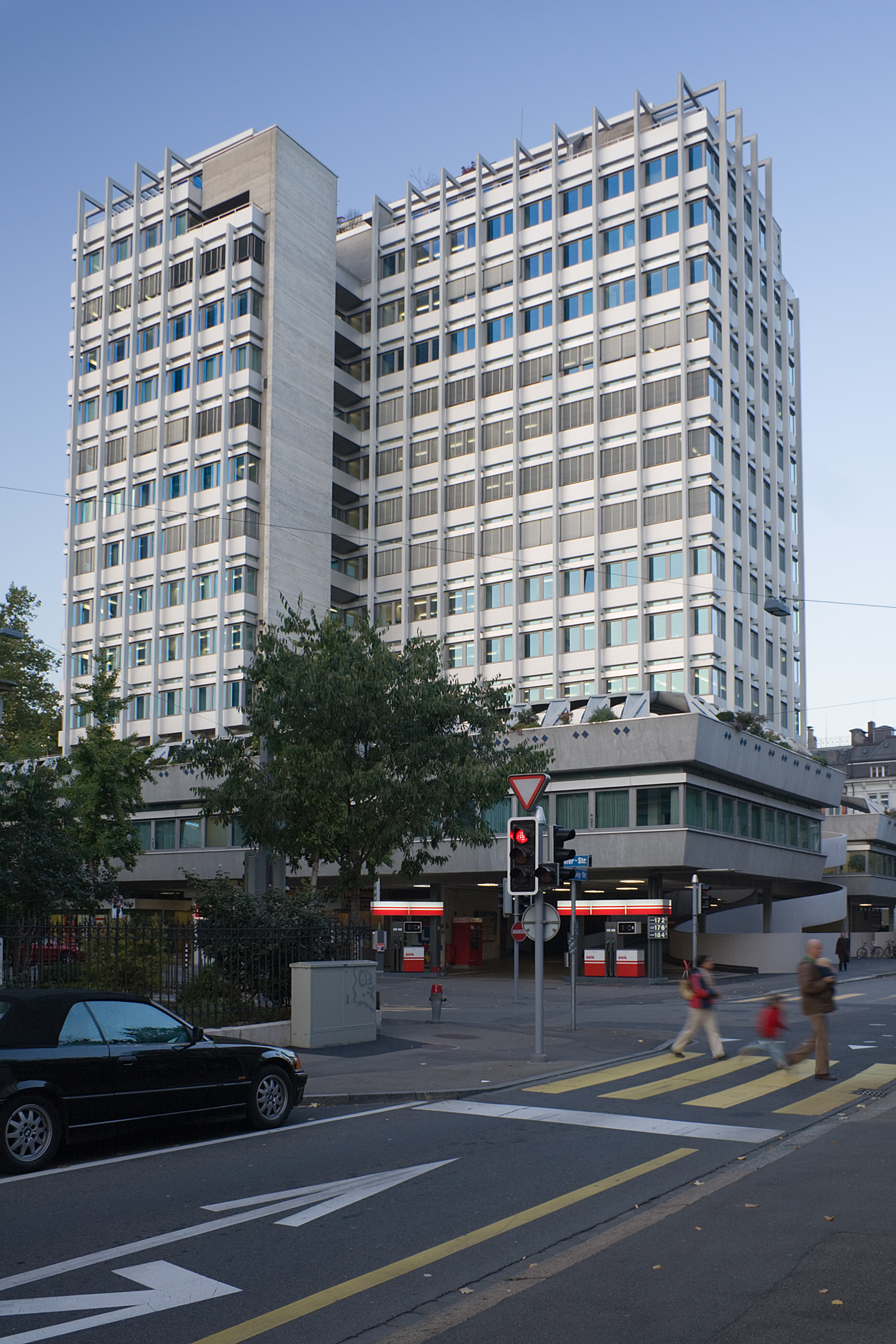
Hochhaus zur Palme
Bally-Capitol

### Architektengruppe

Werkbundsiedlung Neubühl nach der Fertigstellung, Foto: Walter Mittelholzer, 1932

- 1930–1932: Mitarbeit bei der Werkbundsiedlung Neubühl in Zürich

## Auszeichnung und Ehrung
- Auszeichnung für gute Bauten der Stadt Zürich: Kirche Altstetten
- 1958: Doktor honoris causa, Technischen Hochschule Stuttgart